# Виживання під атомною атакою

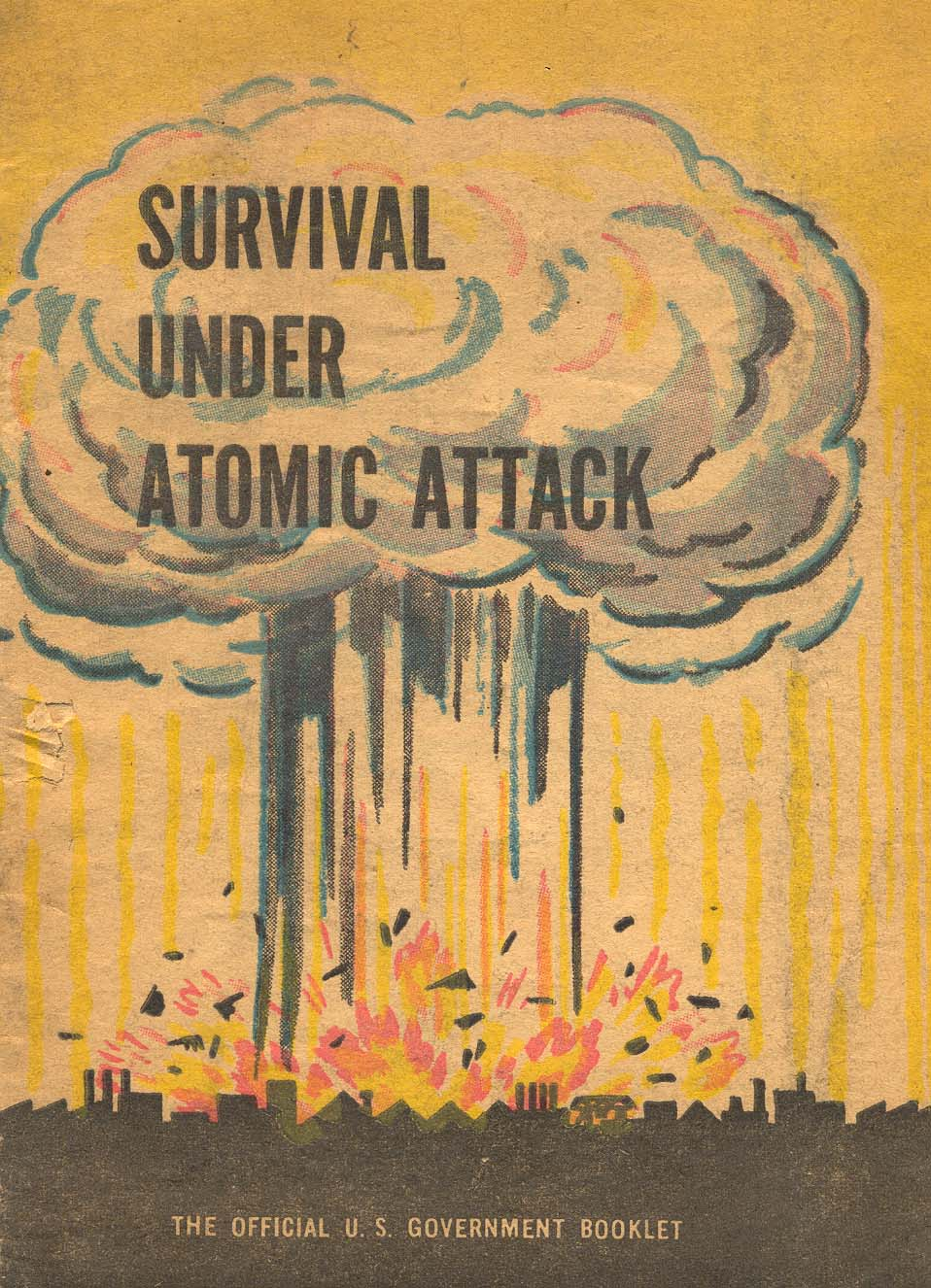
Примірник брошури виданий Клівлендським офісом цивільної оборони.

«Виживання під атомною атакою» — офіційна брошура уряду Сполучених Штатів опублікована у 1951 році. Брошура відповідала зростаючим побоюванням, що Радянський Союз здійснить ядерну атаку по Сполучених Штатах, і описувала, що робити в такому разі.
Буклет ознайомлював громадськість із дією ядерної зброї та був спрямований на те, аби заспокоїти страхи довкола неї. Брошура була першою у довгій низці урядових публікацій і комунікацій, які використовували стратегію «управління емоціями», щоб нейтралізувати вжахаючі аспекти ядерної зброї.

## Призначення
Брошура, надрукована Урядовою друкарнею в 1950 році на початку холодної війни, через рік після того, як Радянський Союз підірвав свою першу атомну бомбу, пояснює, як захистити себе, свою їжу та воду та свій дім. Також пояснює, як запобігти опікам і радіації. Матеріал базується на дослідженнях реакції цивільного населення в Хіросімі та Нагасаці, проведених ще в серпні-вересні 1945 року. Також 1946 по 1975 роки працювала Комісія з питань жертв атомної бомби, що вивчала вплив двох бомб на тих, хто вижив в цих містах, і, таким чином, на момент публікації представляла чотири роки досліджень після бомбардування.
Брошура була видана Виконавчим офісом Президента США, Радою ресурсів національної безпеки (документ 130) і Управлінням цивільної оборони.

## Пам'ятка посередині

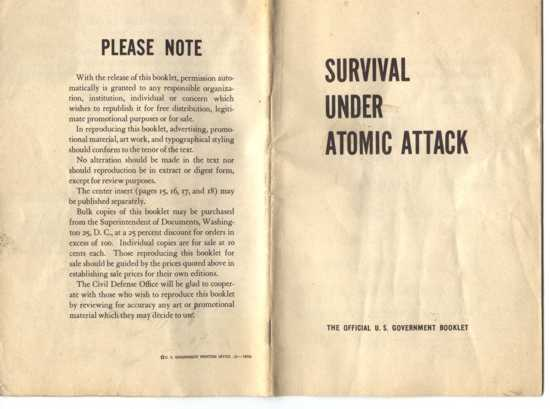
Оригінальний примірник брошури

Чотири сторінки в центрі брошури (сс. 15−18) були призначені для виривання. «Візьміть цей аркуш і тримайте його при собі, поки не вивчите напам'ять». Вміст цих сторінок наведено нижче:

### Зруйнуйте міфи (стор. 15)
Ядерна зброя не знищить Землю
Атомні бомби несуть у собі більше смертей і руйнувань, ніж людина будь-коли раніше могла вмістити в одну бомбу, але їх загальна потужність все ще має дуже чіткі межі. Навіть водневі бомби не рознесуть Землю на друзки і не вб'ють нас усіх радіоактивністю.
Подвоєння потужності бомби не подвоює руйнування
Сучасні атомні бомби можуть завдати серйозної шкоди на відстані 2 миль (3,2 км), але подвоєння їхньої потужності розширить цей радіус лише до 2,5 миль (4 км). Щоб збільшити дальність ураження з 2 до 4 миль, знадобиться зброя, потужність якої у 8 разів перевищує номінальну потужність сучасних моделей.
Радіоактивність не є найбільшою загрозою бомби
У більшості атомних атак вибухова хвиля і теплова радіація є найбільшими небезпеками для людей. Радіоактивність сама по собі була б причиною лише невеликого відсотка всіх смертей і травм людей (за винятком підземних або підводних вибухів).
Променева хвороба не завжди смертельна
У малих кількостях радіоактивність рідко є шкідливою. Навіть якщо виникає серйозна променева хвороба після отримання великої дози радіації, все ще є хороші шанси на одужання.

### Шість секретів виживання під час атомних атак (стор. 16, 17)

#### Пам'ятайте про головне і… (стор. 16)
1. Спробуйте укритися
Якщо є час, спустіться в підвал або метро. Якщо атака вас застане на вулиці несподівано, шукайте притулок біля будівлі або стрибніть у будь-яку зручну канаву чи жолоб.
2. Впадіть на землю чи підлогу
Щоб вас не підкинуло і щоб зменшили ймовірність удару від падіння предметів, вирівняйтеся біля основи стіни або на дні узбережжя.
3. Сховайте обличчя в руки
Після падіння донизу, сховайте очі у згин ліктя. Це захистить ваше обличчя від спалахових опіків, тимчасової сліпоти та захистить очі від предметів, що летять.

#### Не втрачайте голови і… (стор. 17)
4. Не поспішайте на вулицю одразу після вибуху
Після повітряного вибуху зачекайте кілька хвилин, а потім ідіть на допомогу гасити пожежі. Після інших типів вибухів зачекайте принаймні годину, щоб дати випромінюванню трохи послабнути.
5. Не ризикуйте з їжею чи водою з відкритих місткостей
Щоб запобігти радіоактивному отруєнню чи захворюванню, обережно вибирайте їжу та воду. Уникайте їх якщо є підстави вважати, що вони можуть бути заражені. За можливості надавайте перевагу провіанту з закритих банок чи пляшок.
6. Не пліткуйте
У плутанині, що виникає після вибуху, одна чутка може викликати паніку, яка може коштувати вам життя.

### П'ять основ домашньої безпеки (стор. 18)
1. Практикуйте  «вогнестійке прибирання»
Не допускайте накопичення сміття, зберігайте макулатуру в закритих місткостях. Після попередження, зробіть усе можливе, щоб усунути іскри, вимкнувши масляний котел і укривши весь відкритий вогонь.
2. Знайте свій дім
Знайте, яка частина вашого підвалу є найбезпечнішою, дізнайтеся, як вимкнути масляний котел та що робити з комунальними послугами.
3. Майте під рукою обладнання та матеріали для екстреної допомоги
Завжди майте вдома справний ліхтарик, радіоприймач, засоби першої допомоги та запас консервів.
4. Закрийте всі вікна, двері та жалюзі
Якщо у вас є час після того, як пролунає тривога, щільно закрийте будинок, щоб уникнути іскор вогню та радіоактивного пилу та зменшити ймовірність порізатися склом, що розлетілося. Тримайте будинок закритим, поки не мине вся небезпека.
5. Користуйтеся телефоном лише за термінової потреби
Не користуйтеся телефоном без крайньої необхідності. Залиште лінії відкритими для справді екстреного трафіку.